# Kyle (rappeur)
Pour les articles homonymes, voir Kyle.
 (juin 2018).
Si vous disposez d'ouvrages ou d'articles de référence ou si vous connaissez des sites web de qualité traitant du thème abordé ici, merci de compléter l'article en donnant les références utiles à sa vérifiabilité et en les liant à la section « Notes et références ».
Kyle Thomas Harvey, dit Kyle, né le 18 mai 1993 en Californie, est un rappeur, chanteur, compositeur et acteur américain. Il est notamment connu pour son single à succès ISpy en collaboration avec Lil Yachty. Mais il a aussi collaboré avec d'autres artistes à succès comme Kehlani, Chance the Rapper ou encore Ty Dolla Sign. Le 24 août 2018 il sort un film sur netflix intitulé « The AfterParty » dans lequel il joue le rôle principal d’un jeune rappeur en herbe qui essaie de réaliser son rêve de devenir une star du hip-hop, aidé par son meilleur ami qui est son manager

## Biographie
Kyle Harvey est né dans le quartier Reseda de Los Angeles, d'une mère célibataire, dans une famille de huit membres. Il a grandi à une heure de route de Ventura, en Californie. Il a déclaré qu'il avait un problème d'élocution et qu'il avait été victime d'intimidation durant sa jeunesse. Kyle a assisté à Ventura High School et a régulièrement pris part à des cours de théâtre qui ont largement contribué à sa confiance personnelle.
Il commence à chanter à l'âge de six ans et écrit et interprète ses propres chansons à l'école primaire. Harvey a commencé à rapper quand il avait environ 13 ans et a commencé à enregistrer la musique après avoir entendu Kid Cudi dans Call Me Moon Man. Les premières chansons de Harvey ont été enregistrées sur le logiciel d'enregistrement Studio One de PreSonus en utilisant l'ordinateur de sa tante au lycée.

## Carrière
Kyle a commencé à sortir des mixtapes sous le surnom KiD à partir de 2010, et en 2013 a publié Beautiful Loser.
En octobre 2015, il sort son album de suivi Smyle. La première vidéo de Kyle pour atteindre un million de vues était Keep it Real, qui a été réalisée plus tard dans l'année.
En décembre 2016, il sort le single iSpy, mettant en vedette Lil Yachty. La chanson a gagné la reconnaissance généralisée pour Kyle. La chanson a culminé au numéro 4 sur le Billboard Hot 100 des États-Unis et au numéro 14 sur le Canadian Hot 100.
En février 2017, Kyle a signé un accord avec Atlantic Records.
En juin 2017, Kyle a été nommé comme l'un des dix étudiants de première année XXL 2017.
En mars 2018, à côté de la sortie de son single "Playinwitme" mettant en vedette Kehlani, Kyle annonce que Khalid sera présenté sur une chanson intitulée I Miss Me. Le premier album studio de Kyle, Light of Mine, sort le 18 mai 2018.

## Filmographie
Sauf indication contraire, les informations mentionnées dans cette section peuvent être confirmées par la base de données cinématographiques IMDb,  présente dans la section « Liens externes ».
- 2021 : Cherry d'Anthony et Joe Russo : Roy